# 石森延男
石森 延男（いしもり のぶお、1897年6月16日 - 1987年8月14日）は、日本の児童文学者、国語教育学者、教科書編集者。第二次世界大戦前1939年の『咲きだす少年群』で第3回新潮社文芸賞、大戦後は1957年刊行のベストセラー『コタンの口笛』（全2部）で第1回未明文学賞および第5回産経児童出版文化賞を、1962年の『バンのみやげ話』で第1回野間児童文芸賞を受賞。『石森延男児童文学全集』全15巻がある。

## 来歴・人物
1897年（明治30年）、歌人で「われらが愛する北海道」の作詞者でもある石森和男の長男として北海道札幌市に生まれる。中央区南6条西9丁目に生誕地の碑がある。
東京高等師範学校第二部国語国文科に入学、在学中より詩作や口演童話にたずさわる。1923年（大正12年）3月に卒業すると、愛知県や香川県で中学校教師を勤める。29歳のとき、1926年（大正15年/昭和元年）から大連の南満洲教育会教科書編輯部に赴任し、小学校教科書の副読本にあたる『満洲補充読本』の改訂と編集にあたる。満州唱歌の制作にも深く関わった。1939年（昭和14年）、文部省図書監修官となり、国民学校教科書を編纂、敗戦後には最後の国定教科書の編纂を担当することとなる。
そのかたわら1926年ごろから児童文学の創作を開始し、1939年（昭和14年）『満洲日日新聞』夕刊に連載し、日本帰国後に新潮社から刊行した日中戦争当時の満州国を舞台にした最初の長編小説『咲きだす少年群』で第3回新潮社文芸賞（大衆文芸賞）を受賞。

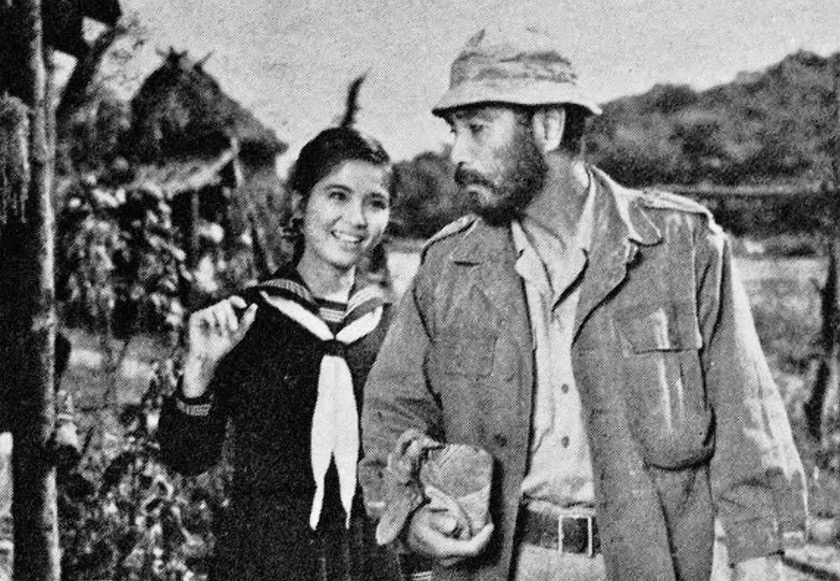
映画化された『コタンの口笛』（東宝、1959年）

1957年、北海道のアイヌを主人公とした全2部の長編『コタンの口笛』東都書房がベストセラーとなり、第1回未明文学賞、第5回産経児童出版文化賞を受賞した。『コタンの口笛』は1959年に成瀬巳喜男監督により映画化された。
1962年（昭和37年）刊行の『バンのみやげ話』で第1回野間児童文芸賞を受賞。
戦後も昭和女子大学教授をしながら国語教科書の作成にたずさわった。そのほか、1962年（昭和37年）の日本児童文学学会設立にあたり初代会長を務めた。1971年（昭和46年）、自身の児童文学作品をまとめた『石森延男児童文学全集』全15巻（学習研究社）が刊行され、さらに1977年（昭和52年）には、小学校の学年ごとに1巻をあてた『石森読本 : 石森延男児童文学選集』全6巻（小学館）が刊行されている。1981年（昭和56年）には今江祥智、尾崎秀樹、河合隼雄、栗原一登、阪田寛夫とともに児童文学季刊雑誌『飛ぶ教室』の編集委員となり、同誌の創刊に参画した。
1987年（昭和62年）8月14日、90歳で逝去。
札幌市の南西にある藻岩山ロープウェイ乗り場の隣に、石森父子を顕彰する「石森文学広場」があり、父・石森和男の「われらが愛する北海道」碑と並んで石森延男文学碑が建てられている。また、札幌市南区の石山南小学校に石森延男文学碑がある。香川県高松市屋島東町にも、かつての教え子たちが建てた句碑がある。
著作や講演記録、旧蔵書などの資料は北海道立文学館に「石森延男文庫」として収められている。

## 著作
- 『慕はしき人々 少年少女文学物語』（培風館） 1926
- 『満洲文庫』（東洋児童協会） 1934
- 『咲きだす少年群 モンクーフォン』（新潮社） 1939
- 『東亜新満洲文庫』（修文館） 1939
- 『幼な児へのお話 母のために』（横山書店） 1940
- 『綴方への道』（東京修文館） 1940
- 『ひろがる雲』（三省堂） 1940
- 『ふるさとの絵』（三省堂） 1940
- 『燕たち』（三省堂） 1940
- 『日本に来て』（新潮社） 1941
- 『赤い木のみ』（筑摩書房） 1942
- 『スンガリーの朝』（大日本雄辯會講談社） 1942
- 『三つ子の魂』（光風館、女性新書） 1943
- 『上下左右』（鶴書房） 1943
- 『新らしい芽』（自由建設社） 1947
- 『子供の生活と童話』（振鈴社） 1948
- 『わかれ道』（光文社） 1948
- 『なかよし』（二葉書店） 1949
- 『国語教育諸島』（中央社） 1949
- 『国語学習の入門』（金子書房） 1949
- 『一わのおおむ』（曹洞宗宗務廳社會部） 1949
- 『ぼくとなこちゃん 幼年佛教讀本』（佛教年鑑社） 1949
- 『わが作文教育』(修文館） 1953
- 『あなたのことば』(青葉書房） 1957
- 『たんじょうかい』（青葉書房） 1957
- 『コタンの口笛』（東都書房） 1957、のち偕成社文庫
- 『パトラとルミナ』（東都書房） 1959
- 『たのしい話のはなし方と作り方 教師と父母のために』（アジア出版社） 1959
- 『作文二十話』（近代社） 1959
- 『欧洲遍路 教育随想』（光村図書出版） 1960
- 『親子牛』（講学館、日本の子ども文庫） 1961
- 『ラバンドの花 随想集』（光村図書出版） 1961
- 『バンのみやげ話』（東都書房） 1961、のち角川文庫
- 『ふしぎなカーニバル』（東都書房） 1963
- 『石森延男小学生文庫 1～6年生』（講談社） 1965
- 『生きるよろこび 中学生におくる』（講談社） 1966
- 『桐の花』（大阪教育図書） 1968
- 『創作童話作法 いとし子にお話を』（あすなろ書房） 1968
- 『犬のあしあと』（さ・え・ら書房） 1969
- 『千軒岳』（東都書房） 1969、のち角川文庫
- 『黄色な風船』（あすなろ書房） 1969
- 『グスベリ』（大阪教育図書） 1969
- 『観光列車』（大阪教育図書） 1970
- 「石森延男児童文学全集」全15巻（学習研究社） 1971
- 『かみのけぼうぼう』（文研出版） 1972
- 『とんびかっぱ』（文研出版） 1972
- 『シオンの花』（あかね書房） 1972
- 『タロチャンのまほうのタオル』（金の星社） 1972
- 『梨の花 マンロー先生とアイヌたち』（文藝春秋） 1972
- 『いえすさまのおはなし』（女子パウロ会） 1973
- 『七十七番のバス』（あすなろ書房） 1974
- 『母なる人』（女子パウロ会） 1974
- 『ナザレのあけくれ』（探究社） 1975
- 『石森読本 : 石森延男児童文学選集』全6巻（小学館） 1977
- 『わたしの落穂ひろい : 随想』（あらき書店） 1983
- 『ねむの花 : 石森延男先生書簡集』（篠田啓子編、一葉庵） 1989

## 作詞
- 野菊（唱歌）（作曲：下総皖一）
- 青森県野辺地町立野辺地小学校校歌
- 秋田大学教育文化学部附属小学校校歌
- 山形県酒田市立宮野浦小学校校歌
- 東京都府中市立南白糸台小学校校歌（作曲：中田喜直）
- 山梨県山梨市立加納岩小学校校歌
- 新潟県新潟市立牡丹山小学校校歌
- 新潟県阿賀野市立水原小学校校歌
- 滋賀県長浜市立長浜小学校校歌
- 香川大学教育学部附属高松小学校校歌[16]（作曲：下総皖一）
- 北海道浦臼町立浦臼中学校校歌
- 埼玉県志木市立志木第二中学校校歌（作曲：中田喜直）
- 埼玉県川越市立大東中学校校歌
- 千葉県八千代市立勝田台中学校校歌（作曲：寺内昭）
- 千葉県旭市立第二中学校校歌
- 東京都東村山市立東村山第二中学校校歌
- 愛知県蒲郡市立蒲郡中学校校歌（作曲：下総皖一）
- 大阪府摂津市立第一中学校校歌
- 香川県高松市立玉藻中学校校歌（作曲：下総皖一）
- 香川県丸亀市立東中学校校歌（作曲：下総皖一）